# Ahmed Bouchiki
Ahmed Bouchiki (arabisch أحمد بوشيخي, DMG Aḥmad Būšaiḫī; * 13. April 1943; † 21. Juli 1973 in Lillehammer) war ein in Algerien geborener Marokkaner, der ab 1965 in Norwegen lebte und arbeitete. Bouchiki wurde aufgrund einer Verwechslung vom israelischen Geheimdienst ermordet. Dies geschah im Zuge der Vergeltungsaktionen der Mossad-Einheit Caesarea für die Geiselnahme und Ermordung israelischer Sportler bei den Olympischen Spielen 1972 in München. Bouchiki wurde von Agenten dieser Sondereinheit mit einem der damaligen Attentäter verwechselt und am 21. Juli 1973 von ihnen erschossen (Lillehammer-Affäre). Ahmed Bouchiki war ab 1972 mit der Norwegerin Torill Bouchiki verheiratet. Er war der Bruder von Chico Bouchikhi, einem bekannten Musiker und Mitbegründer der Gipsy Kings.

## Die Verwechslung
Auf Grund falscher Informationen wähnte der israelische Geheimdienst Mossad im Sommer 1973 den Palästinenser Ali Hassan Salameh in Norwegen. Salameh war ein Führer der Terrorgruppe Schwarzer September und einer der Verantwortlichen für die Geiselnahme von München. Der Mossad hatte sich nach diesem Attentat zum Ziel gesetzt, alle daran Beteiligten zu töten. Deshalb schickte er ein Liquidationskommando nach Norwegen.
Bouchiki lebte zu jenem Zeitpunkt schon seit ungefähr acht Jahren in Norwegen und war seit etwa einem Jahr mit einer norwegischen Krankenhausangestellten verheiratet. Er arbeitete als Kellner, wollte jedoch gerne Rettungsschwimmer werden. Um seine Aussichten dafür zu verbessern, trainierte er oft im örtlichen Schwimmbad. Am 19. Juli 1973 lernte Bouchiki dort Kemal Benamene kennen. Benamene wurde vom Mossad verdächtigt, ein Kurier des Schwarzen September zu sein, der sich mit Salameh treffen sollte. Als Bouchiki sich am folgenden Tag in einem Café mit Benamene traf und sie dabei ihre Adressen austauschten, wurde dies vom Mossad beobachtet. Weil Bouchiki eine gewisse äußerliche Ähnlichkeit mit Salameh besaß, wurde er fälschlich für diesen gehalten. Die Überprüfung, welche zur Verwechslung führte, war äußerst oberflächlich verlaufen: Salameh war von ziemlich großer Statur, seine Körperlänge betrug mindestens 1,92 Meter, Bouchiki hingegen war lediglich 1,73 Meter groß. Auch trug Bouchiki im Gegensatz zu Salameh einen Bart, und es gab einen deutlichen Unterschied in der Linie ihrer Augenbrauen. Außerdem hatte Salameh eine charakteristische Narbe.
Weil Bouchiki offensichtlich fließend Norwegisch sprach, meldeten zwei der Agenten, die Bouchiki beschatteten, kurz vor der geplanten Exekution Zweifel an der Identifizierung an. Dennoch befahl der Einsatzleiter des Kommandos, Bouchiki zu erschießen. Grundlage dieser Entscheidung war, dass zuvor drei der Agenten glaubten, Bouchiki anhand eines Fotos als Salameh sicher identifiziert zu haben.

## Der Mord
Am 21. Juli 1973 war Bouchiki zunächst im Schwimmbad gewesen und besuchte dann abends mit seiner hochschwangeren Frau das einzige Kino der Stadt, um sich den Film Agenten sterben einsam anzusehen. Danach fuhren die beiden mit dem Bus nach Hause. Auf dem Weg von der Bushaltestelle zur Wohnung stoppte neben ihnen ein weißer Mazda. Dem Wagen entstiegen zwei israelische Agenten, die Ahmed Bouchiki auf offener Straße mit insgesamt 14 Schüssen vor den Augen seiner Frau erschossen. Bouchiki erhielt zunächst sechs Bauchschüsse und fiel zu Boden, woraufhin die Agenten ihm zweimal in den Kopf schossen. Anschließend schossen sie ihm noch sechsmal in den Rücken. Bouchiki hinterließ seine schwangere Frau, einen Sohn und eine Tochter.

## Täter und Verantwortliche
Insgesamt waren mindestens zehn israelische Agenten an der Aktion in Lillehammer beteiligt. Die Vorbereitung in Israel und Norwegen erfolgte durch Gustav Pistauer (Deckname Den Erst), Jean-Luc Sevenier und Dan Ærbel. Geleitet wurde die Aktion vor Ort vom Europa-Chef des Mossad, „Mike“ Georg Manner (Deckname: Edouard Lasquier), der sich auch persönlich vom Tode des vermeintlichen Salameh überzeugte. Während des Anschlags war auch der Leiter des Mossad, Tzwi Zamir, in Lillehammer anwesend. Als Einsatzleiter fungierte Michael Harari. Die beiden Tatausführenden waren Jonathan Isaac Englesberg (Deckname Jonathan Ingleby) und eine junge Frau namens Tamara (auch: Tamar oder Marie), die angeblich eine Profi-Killerin des Mossad und Geliebte dessen Europa-Chefs Manner war. Gefahren wurden die beiden von einem Agenten mit dem Decknamen Rolf Baehr, der von Gerard Lafond begleitet wurde. Weiter waren Abraham Gehmer (Deckname: Leslie Orbaum), Victor Zipstein (Deckname: Zwi Steinberg), Michael Dorf, Marianne Gladnikoff, Sylvia Raphael (Deckname: Patricia Lesley Roxburgh), Raoul Cousin und Nora Heffner beteiligt.
Der Beschluss zur Bildung der Sondereinheit Caesarea und zur Durchführung der später öffentlich unter dem nicht vom Mossad stammenden Titel Operation Zorn Gottes oder auch Operation Bajonett bekannt gewordenen Vergeltungsmaßnahmen wurde im Herbst 1972 vom israelischen Sicherheitskabinett unter der Leitung von Premierministerin Golda Meir getroffen. Erster Kommandeur von Caesarea war der spätere israelische Ministerpräsident Ehud Barak.

## Die Konsequenzen
Im Zuge der norwegischen Fahndung wurden die beiden israelischen Agenten Dan Ærbel und Marianne Gladnikoff, die unter eigenem Namen Fahrzeuge gemietet hatten, bei deren Rückgabe am Osloer Flughafen Fornebu verhaftet. Im Verhör gaben sie das Versteck des Kommandos preis, was zur Verhaftung weiterer vier Agenten führte. Dabei ignorierte Norwegen die von Victor Zipstein alias Zwi Steinberg und Michael Dorf aufgrund ihrer Diplomatenpässe reklamierte Immunität. Den beiden Agenten und dem Einsatzleiter war zuvor die unerkannte Flucht geglückt. Nachdem offenkundig wurde, dass Norwegen sich weder durch den Protest des israelischen Botschafters, dem durch einen Gesandten Nachdruck verliehen werden sollte, noch durch Intervention des dänischen jüdischen späteren Ministers Isi Foighel von einer Strafverfolgung abhalten ließ, setzten sich auch Zwi Zamir und Georg Manner ab.
Alle sechs Verhafteten wurden angeklagt. Michael Dorf wurde freigesprochen, die Übrigen zu Haftstrafen verurteilt, welche jedoch deutlich unter den in Norwegen üblichen Mindeststrafen blieben. Wegen Mordes und Spionage erhielten Abraham Gehmer und Sylvia Rafael fünfeinhalb, Dan Ærbel fünf Jahre Freiheitsstrafe. Marianne Gladnikoff wurde zu zweieinhalb Jahren, Victor Zipstein zu einem Jahr verurteilt. Die Urteile hatten allerdings wenig praktische Bedeutung, da allen großzügiger Freigang gewährt wurde. Ærbel wurde aus gesundheitlichen Gründen bereits nach 19 Monaten, die übrigen nach 22 Monaten entlassen und nach Israel abgeschoben.
Da Israel sich weigerte, den Einsatzleiter an Norwegen auszuliefern, wurde dieser nie für die Tat belangt. Im Prozess wurde Bouchiki seitens der Verteidigung bezichtigt, ein auf den Einsatzbefehl wartender Schläfer gewesen zu sein, was allerdings jedes Beweises entbehrte. Erst 1996 zahlte die israelische Regierung eine Entschädigung an Bouchikis Familie, ohne jedoch offiziell die Verantwortung für das tödliche Attentat auf ihn zu übernehmen.
Salameh wurde vom Mossad 1979 mittels einer Autobombe in Beirut getötet, dabei starben ebenfalls Unbeteiligte.